# Heesterveld

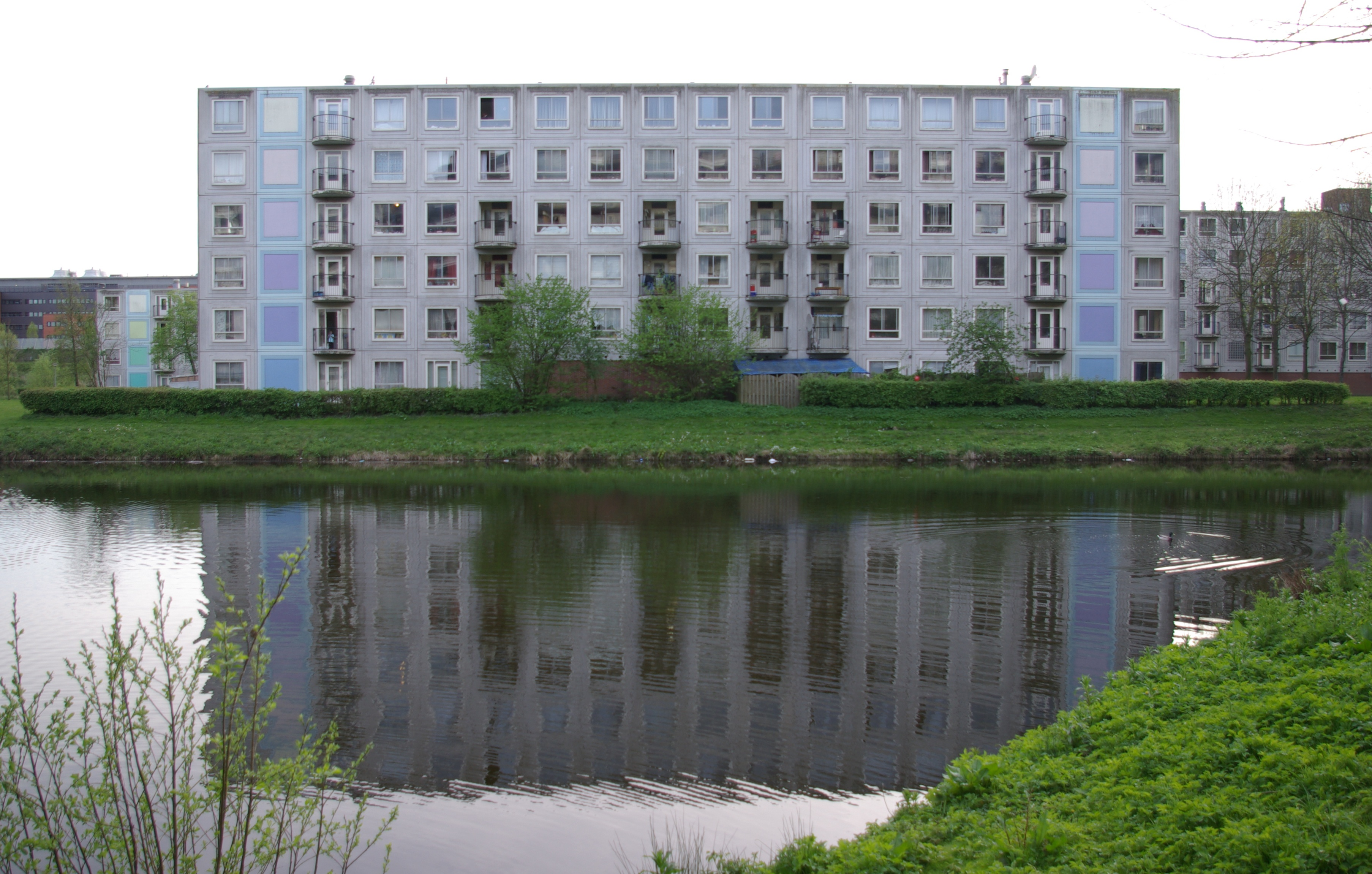
Een van de zuidelijke flats (2010)

Heesterveld is een straat in Amsterdam-Zuidoost.

## Geschiedenis en geschiedenis
De straat kreeg per raadsbesluit van 22 maart 1978 haar naam; een vernoeming naar de boerderij Heesterveld nabij Nuland. De straat is gelegen ten zuiden van de Karspeldreef, ten oosten van metrostation Bullewijk en maakt deel uit van de H-buurt van Zuidoost. Het zuidelijk deel van Heesterveld ligt in de plantsoenen van galerijflat Hakfort.

## Gebouwen
De bebouwing van Heesterveld bestaat uit vier woonblokken uit 1982 die zijn ontworpen door het kantoor van architect Frans van Gool, waar toen Pi de Bruin werkte. Zij vormden in de ogen van de architecten een reactie op de hoogbouw in de Bijlmermeer. In totaal ging het om 317 sociale huurwoningen (huisnummers 1-317), die in grootte verschillen van studio’s tot vijfkamerwoningen. De buurt verloederde al snel door de door het Gemeentelijk Woningbedrijf gekozen vorm van bewoning, een mengeling van “gewone burgers” met mensen met een criminele en/of psychiatrische achtergrond, die niet goed uitpakte. De uit het Gemeentelijk Woningbedrijf voortgekomen woningcorporatie Ymere werd eigenaar van de flats. Deze wilde begin 21e eeuw op grote schaal renoveren. Daarbij werd het voortbestaan van de flats van Van Gool/De Bruin bedreigd, sloop werd de belangrijkste optie in het sanering van de buurt. Een deel van de oorspronkelijke bewoners wilde daar niet opwachten en trok weg. Om leegstand en kraken te voorkomen werden studenten met een tijdelijk huurcontract in de leegkomende woningen gezet. De financiële crisis van 2008 voorkwam de sloop, daarna werden de flats opgeknapt en voorzien van muurschilderingen van onder meer kunstenares Ovni (flats 1-87) en de Vissenmuur van Dalata.
Een van de flats (1-87) werd omgebouwd tot kunstenaarsgemeenschap en is actief onder de naam Heesterveld Creative Community. Diverse artiesten wonen en werken in het pand en organiseren gezamenlijk evenementen.
In 2018 zijn in het sociale huurwoningdeel door woningbouwcorporatie Ymere de aanwezige privétuinen volledig verwijderd, en de raampuien en toegangen opnieuw geverfd in felle kleuren. Het deel waar de kunstenaarsgemeenschap zit bleef ongewijzigd, enkel is er in een binnenhofje wat groen toegevoegd.